# Takeshi Urakami
Takeshi Urakami (jap. 浦上 壮史 Urakami Takeshi; ur. 7 lutego 1969) – japoński piłkarz występujący na pozycji bramkarza.

## Kariera klubowa
Od 1990 do 2004 roku występował w klubach Yokohama Marinos, Shimizu S-Pulse i Kawasaki Frontale.